# Diane Salinger
Diane Louise Salinger (25 de enero de 1951) es una actriz, actriz de voz y comediante estadounidense, reconocida por su participación en las películas La gran aventura de Pee-Wee y Batman Returns y por aparecer en series de televisión como Star Trek: Deep Space Nine y How I Met Your Mother.

## Filmografía

### Cine y televisión
- Creature como Melanie Bryce (1985)
- La gran aventura de Pee-Wee como Simone (1985)
- The Morning After como Isabel Harding (1986)
- Right to Die como Betsy (1987)
- Bird como Pannonica de Koenigswarter (1988)
- For Keeps como la doctora Strauss (1988)
- Street of Dreams como Anne Kepler (1988)
- Alice como Carol (1990)
- The Butcher's Wife como Trendoid (1991)
- Batman Returns como Esther Cobblepot (1992)
- Unbecoming Age (The Magic Bubble) como Julia (1992)
- The Scarlet Letter como Margaret Bellingham (1995)
- Last Summer in the Hamptons (1995) como Marian Mora Garfield
- Star Trek: Deep Space Nine como Lupaza (1995–1997)
- Power Rangers Lightspeed Rescue como Reina Bansheera (voz) (2000)
- Almost a Woman como la señora Moore (2001)
- Ghost World como psiquiatra (2001)
- Charmed (2002)
- Carnivàle como Apollonia (2003–2005)
- Garden State (2004)
- How I Met Your Mother como Aurelia (2006)
- Rest Stop (2006)
- Color Me Olsen como Dorothy (2007)
- Dark House como Janet Darrode (2009)
- Wrath of the Zombies como Lois Melbourne (2011)
- Salem como Rose Browning
- No Deposit como Gloria Markovitz (2015)
- Pee-wee's Big Holiday como Penny King (2016)

### Videojuegos
- The Elder Scrolls V: Skyrim (2011)